# Níkaia, Thessalien
Níkaia är en kommunhuvudort i Grekland.   Den ligger i prefekturen Nomós Larísis och regionen Thessalien, i den centrala delen av landet, 210 km nordväst om huvudstaden Aten. Níkaia ligger 89 meter över havet och antalet invånare är 3 274.
Terrängen runt Níkaia är platt. Runt Níkaia är det ganska glesbefolkat, med 30 invånare per kvadratkilometer. Närmaste större samhälle är Lárisa, 8,9 km nordväst om Níkaia. Trakten runt Níkaia består till största delen av jordbruksmark.